# Atractylocarpus novoguineensis
Atractylocarpus novoguineensis là một loài Rêu trong họ Dicranaceae. Loài này được (Broth. & Geh.) D.H. Norris & T.J. Kop. mô tả khoa học đầu tiên năm 1990.